# Syfabriken Linnéa

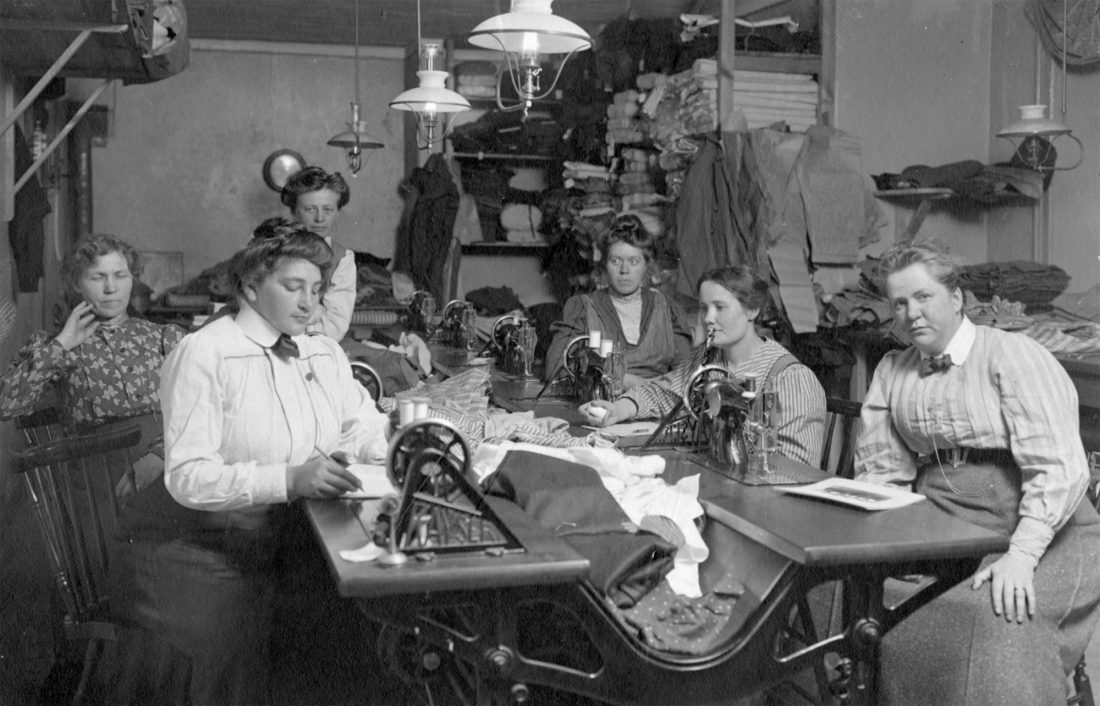
Syfabriken Linnéa Stockholm, fotograferad ca 1910.

Syfabriken Linnéa var en kooperativ syfabrik i Stockholm, grundad 1906 och verksam till 1936.

## Historik
I mars 1905 utbröt strejk på den elektriska syfabriken i Centralpalatset, sedan dess direktör Josephson hotat sina kvinnliga arbetare med avsked då de velat gå med i Linnesömmerskornas fackförening (en del av Kvinnornas fackförbund, i sin tur del av LO). 
De sömmerskor som vägrade återgå till Josephson då han inte ville återanställa alla som avskedats, försörjdes av fackföreningen till dess de lyckats hitta nytt arbete. Detta var en på sin tid uppmärksammad händelse inom den svenska arbetarrörelsen. 
I januari 1906 grundades kooperativet av fyra sömmerskor som inte lyckats få arbete. Företaget stöddes av Kooperativa Förbundet, som uppmanades att köpa Linneas varor. Produktionskooperativ var under denna tid ett ideal inom arbetarrörelsen, men få startades i verkligheten, och av de få som startades lyckades få gå med vinst. Syfabriken Linnéa utgjorde ett nästan unikt undantag, och som sådant uppmärksammades det. Kooperativet gick 1913 med sådan vinst att man kunde utvidga verksamheten och 1915 uppgavs kooperativet ha 23 anställda.
Syfabriken Linnéa drevs med framgång tills den övertogs av Kooperativa förbundet år 1936.

## Galleri

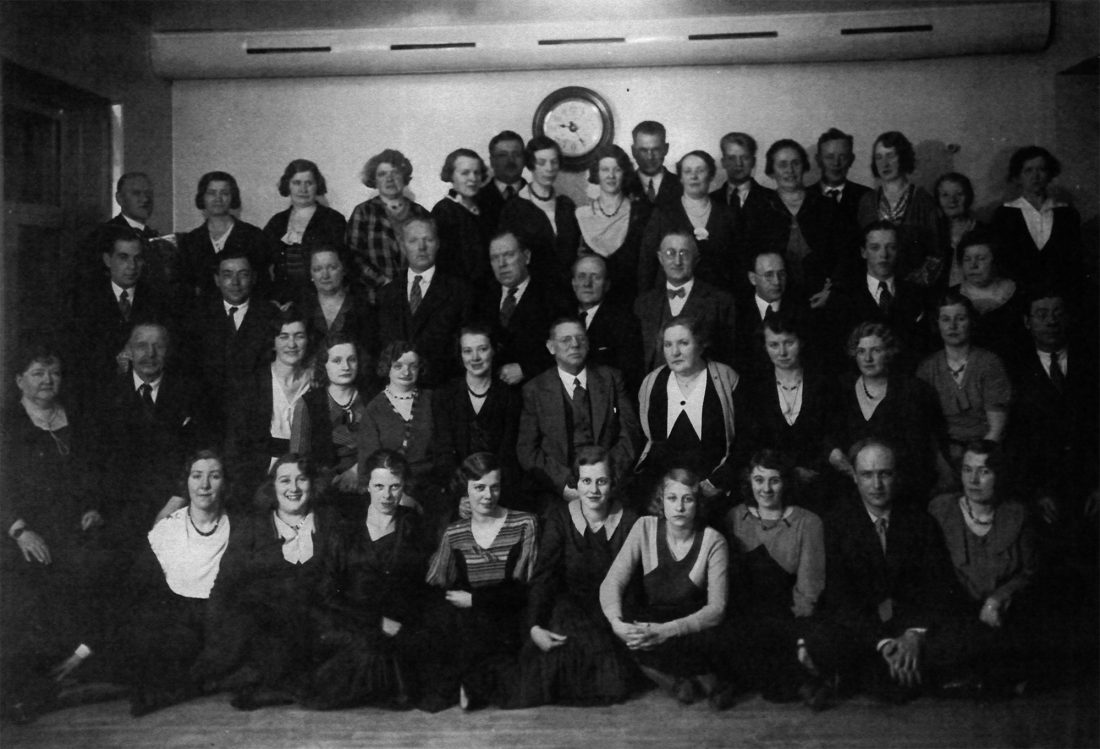
Medarbetare under 1920-talet.
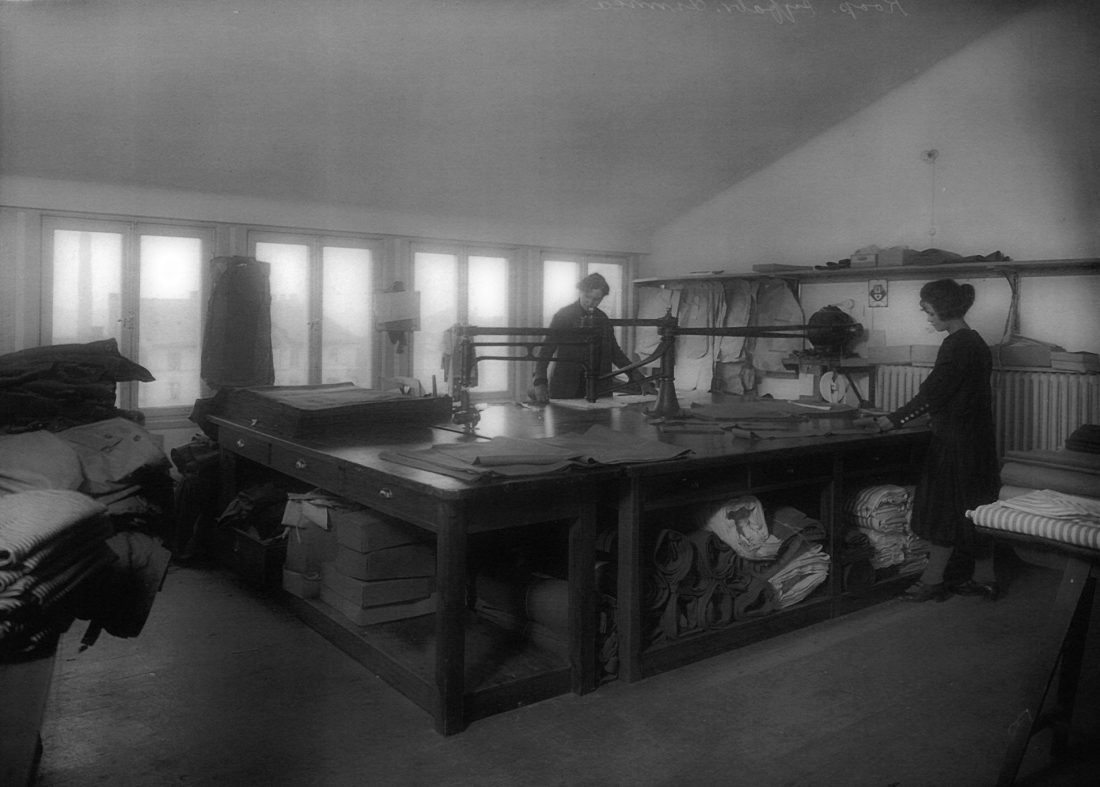
Arbete med mönster och tillskärning, 1920- eller 30-tal.
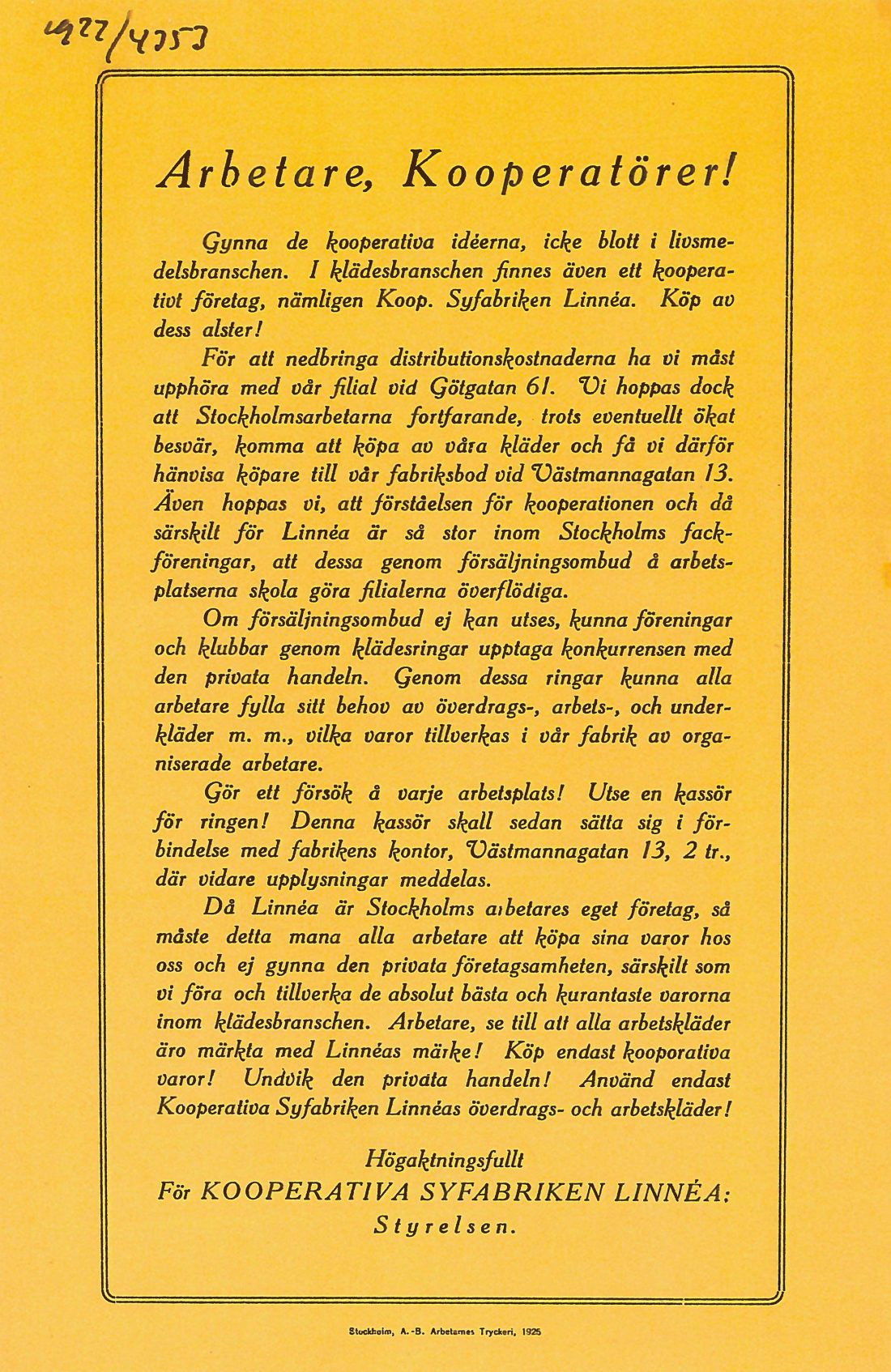
Reklampamflett för syfabriken.
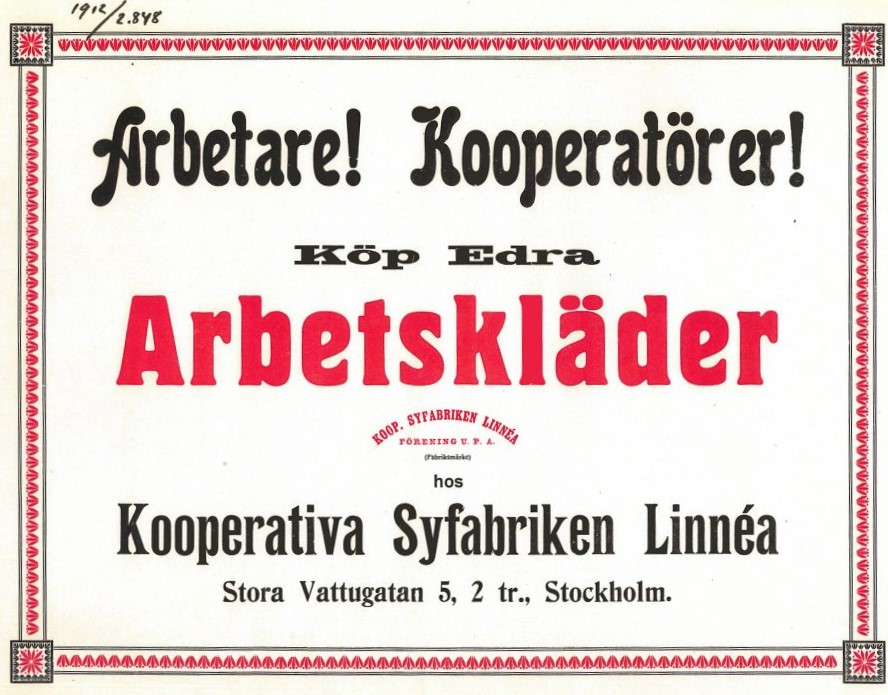
Annons för Syfabriken Linnéa.
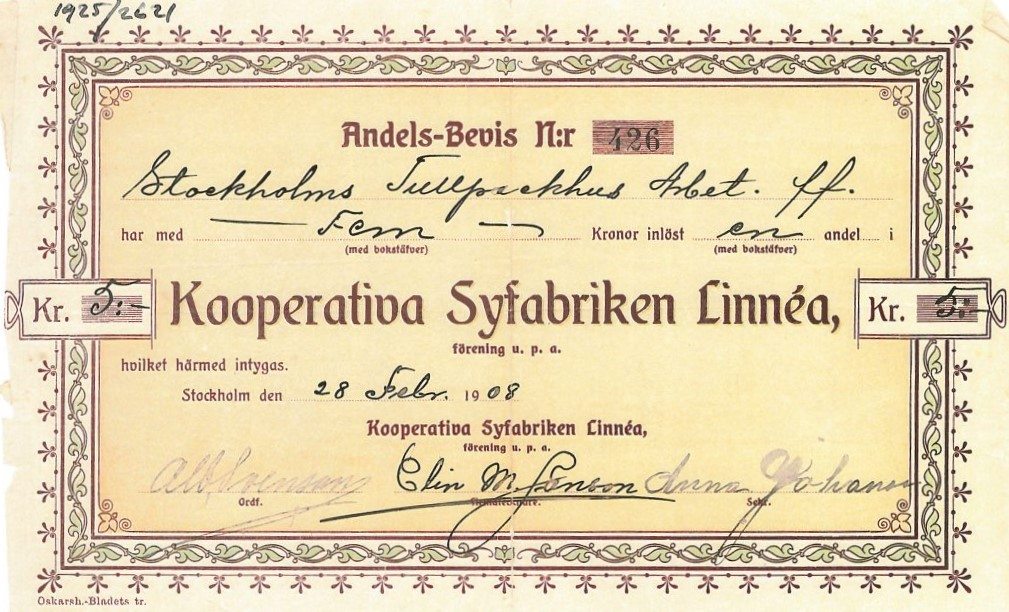
Andelsbevis för Kooperativa Syfabriken Linnéa., 1908.